# امجد اسماعیل
امجد اسماعیل (عربی: أمجد إسماعيل؛ زادهٔ ۱ ژانویهٔ ۱۹۹۳) بازیکن فوتبال اهل سودان است.
وی همچنین در تیم ملی فوتبال سودان بازی کرده‌است.